# Distomus
Distomus is een geslacht van zakpijpen (Ascidiacea) uit de familie Styelidae en de orde Stolidobranchia.

## Soorten
- Distomus antiborealis Monniot C., Monniot F., Griffiths & Schleyer, 2001
- Distomus fuscus Delle Chiaje, 1841
- Distomus hupferi (Michaelsen, 1904)
- Distomus malayensis Sluiter, 1919
- Distomus pacificus Monniot C. & Monniot F., 1991
- Distomus rudentiformis (Sluiter, 1915)
- Distomus variolosus Gaertner, 1774

Niet geaccepteerde soorten:
- Distomus crystallinus (Renier, 1804) → Polycitor crystallinus (Renier, 1804)
- Distomus diptychos Hartmeyer, 1919 → Stolonica diptycha (Hartmeyer, 1919)
- Distomus elegans Quoy & Gaimard, 1834 → Botryllus elegans (Quoy & Gaimard, 1834)
- Distomus kukenthali (Gottschaldt, 1894) → Eudistoma vitreum (Sars, 1851)
- Distomus mamillaris Pallas, 1774 → Polycarpa pomaria (Savigny, 1816)
- Distomus vitreum (Sars, 1851) → Eudistoma vitreum (Sars, 1851)